# Polycentropus elegans
Polycentropus elegans är en nattsländeart som beskrevs av Kumanski 1979. Polycentropus elegans ingår i släktet Polycentropus och familjen fångstnätnattsländor. Inga underarter finns listade i Catalogue of Life.